# ミリオン出版
ミリオン出版株式会社（ミリオンしゅっぱん）は、かつて存在していた日本の出版社。株式会社大洋図書の関連会社。

## 概要
1976年7月に大洋図書の関連会社として設立。当初は1979年に創刊された『S&Mスナイパー』（2008年休刊）を始めとするマニア系SM誌を中心に活動していた。
その後、1986年にグラビア系アダルト誌『URECCO』を創刊。1992年にお菓子系雑誌の元祖と言われる『クリーム』を創刊するなど、アダルト系雑誌を軸とした出版社として歩んでいくが、その一方で、1986年にはツーリング雑誌の草分けとも言われる『アウトライダー』を創刊する。
その後、1989年にはレディース暴走族雑誌『ティーンズロード』、1994年にB級ニュースマガジン『GON!』を、1995年には元祖ギャル雑誌『egg』を創刊し、一時期40万部を発行するなど、他の出版社が手がけないような異色のジャンルを開拓し続ける。
1998年に大洋図書の関連会社として、ワイレア出版が設立され、『S&Mスナイパー』や『クリーム』は発行を移管。2000年の『egg』の一時休刊を機に、姉妹誌『men's egg』と共に発行を大洋図書に移管。
2007年には社内に非アダルト向けブランド「グライドメディア」を設立。
※グライドメディア名義の刊行物は表記上は「発行：グライドメディア」となっているが、実質、発行ミリオン出版。
2001年に創刊された『実話ナックルズ』（創刊時は『実話GON!ナックルズ』）を中心に、実話誌を数多く刊行していた。
2012年8月、『ティーンズロード』や『GON!』、『実話ナックルズ』などを手がけ、社の象徴的存在だった比嘉信顕が、社長職を解任された。
2013年、グライドメディアを三和出版傘下の出版社メディアボーイに譲渡。これに伴い、『CAST-PRIX ZERO』や『声優PARADAISE』も同社に移管。
2014年5月、ミリオン出版・ヒーローシリーズを継承した書籍・コミック・電子書籍ブランド「ヒーローX」を設立。
2018年12月1日付で大洋図書に吸収合併され解散。出版中の雑誌は合併後も発行を継続する。「実話ナックルズ」元編集長・久田将義は「やんちゃな会社だったが、なくなるのは寂しい」とコメントを出した。

## 2018年11月現在の主な出版物

### 実話誌
- 実話ナックルズ（毎月30日発売）

### 一般誌
- 金のEX NEXT（奇数月上旬発売）
- 実話ナックルズGOLD（奇数月中旬発売）

### パズル誌
- まちがいさがしパーク（偶数月27日発売）
- まちがいさがしパークmini （偶数月2日発売）
- まちがいさがしファミリー（奇数月27日発売）

### アダルト誌
- よろめき（毎月9日発売）
- MAZi!（奇数月19日発売）
- 俺の旅（偶数月10日発売）

## 過去の出版物
- ティーンズロード（休刊） - 1989年6月に創刊[5]。暴走族･レディースの女子のファッションやライフスタイルを題材にした雑誌だったが、1998年10月号を以て休刊した[5]。
- HEAVEN'S DOOR（休刊） - 『ティーンズロード』の別冊で、ディスコ情報を専門とする雑誌。1994年から隔月刊ペースで発行されていた。1995年に休刊。
- アウトライダー - ミリオン出版で休刊後、発行元を立風書房に移して復刊。現在は発行元をバイクブロスに変え、隔月刊で継続中。
- ZOOM IN（休刊） - 月刊の写真スクープ誌。1984年6月の創刊準備号を経て、1984年9月号から1985年11月号まで刊行された。創刊号で、作家・三好京三の養女（作家・きだみのるの娘、三好が直木賞を受賞した小説『子育てごっこ』のモデルになった女性）が六本木のディスコで知り合った黒人のグルーピーになっていたことをスクープし、芸能リポーターの梨元勝がテレビのワイドショー番組で取り上げたことで大きな話題になったが、『FOCUS』（新潮社）や『FRIDAY』（講談社）といった大手出版社の写真週刊誌には敵わず、加えて当時の中原研一編集長が別会社を立ち上げたことにミリオン出版の社長が「背任行為だ」と激怒し懲戒解雇したこともあって、わずか1年あまりで休刊した。後日、その別会社の立ち上げが同誌の強固な体制を作り上げるためのものだったことが判明し、中原と社長は和解した。
- egg（大洋図書へ移管後、休刊）
- men's egg（大洋図書へ移管後、休刊）
- MEN'S KNUCKLE（大洋図書へ移管）
- BOY'S KNUCKLE（休刊）
- HOST KNUCKLE（休刊）
- MEN'S FACE（休刊）
- GOSSIP BOY（休刊）
- SOUL Japan
- SOUL SISTER（休刊）
- 実話ナックルズ増刊 レベル9
- ノンフィクスナックルズ（「THE HARD COREナックルズ」に改題後休刊）
- 実話ナックルズRARE（休刊）
- 実話ナックルズX（休刊）
- 不思議ナックルズ（怖い噂に改題）
- 怖い噂（休刊）
- 激撮ナックルズ（休刊）
- BLACK ザ・タブー(2015年7月13日発売号をもって休刊)
- 実話ナックルズEX（休刊）
- 金のEX（大洋書房へ移管後、ミリオン出版で編集請負。著作権付きの写真を無断で使用したことが発覚したため休刊）
- 決定版!ダブルエックス（休刊）
- GON!（休刊）
- GON!FINAL（休刊）
- COMIC GON!（休刊）
- GON!special ガタリ（休刊）
- S&Mスナイパー（ワイレア出版へ移管後休刊）
- Cream（ワイレア出版へ移管）
- KEITAI BANDITS（休刊）
- URECCO（休刊）
- URECCO gal（休刊）
- 別冊GON!（休刊）
- ゴッツ!（ワイレア出版へ移管）

### 漫画
- 劇画スペシャル
- 劇画野郎
- ホリディCOMIC
- 本当にあった人妻の浮気話
- 漫画実話ナックルズ
- 漫画ナックルズGOLD
- 漫画ナックルズ撃
- おと☆娘（アンソロジー）

#### グライドメディア名義刊行誌
- CAST-PRIX ZERO（メディアボーイに移管）
- 声優PARADISE（メディアボーイに移管後、秋田書店に移管）
- 投稿道F（休刊）
- K☆sta PRESS（休刊）
- Forty up！（休刊）

### 文庫
- 大洋文庫
- 大洋時代文庫

## 関連・グループ会社
- 大洋図書
- タイヨープランニング
- ワイレア出版